# Phùng Quốc Chương
Phùng Quốc Chương (phồn thể: 馮國璋, giản thể: 冯国璋, 1859–1919), tự Hoa Phủ (華甫) hay Hoa Phù (華符) là một quân phiệt và chính khách có ảnh hưởng quan trọng trong những năm đầu của chính quyền Trung Hoa Dân Quốc. Ông được xem là người có tác động rất lớn cho việc hình thành Trực Lệ quân, một nhánh trong tập đoàn quân phiệt Bắc Dương kiểm soát khu vực Hoa Bắc trong thời kỳ hỗn chiến khi mà các lãnh chúa giành nhau quyền kiểm soát ở các khu vực. Ông cũng từng đảm nhận các cương vị như Đại Tổng thống và Phó Tổng thống Trung Hoa Dân Quốc.

## Thời niên thiếu
Phùng Quốc Chương sinh ra trong một gia đình nông dân ở Hà Gian, Hà Bắc (khi ấy là "Trực Lệ"). Gia đình ông rơi vào hoàn cảnh khó khăn, phải bán đi tài sản cho con cái đi học; tuy nhiên, là con thứ tư, Phùng không thể hoàn tất việc học vì không trả được chi phí. Ông được cho là đã phải mưu sinh bằng cách chơi violin trong những rạp hát tồi tàn.

## Sự nghiệp ban đầu
Không còn lựa chọn khác, Phùng nhập ngũ, rồi gia nhập Tân quân mà về sau trở thành quân Bắc Dương dưới quyền Viên Thế Khải. Phùng biểu hiện rất tốt và được một viên chỉ huy tiểu đoàn chú ý, viên này sau đó giới thiệu ông vào trường quân sự Bảo Định. Tại Bảo Định, ông kết giao với nhiều bạn bè và đồng minh sau này. Năm 1895, Phùng sang Tokyo phục vụ với tư cách tùy viên quân sự và được Viên Thế Khải chú ý, bắt đầu lôi kéo ông vào phe cánh của ông ta trong quân Bắc Dương. Tuy nhiên, khi Viên bị các quý tộc Mãn Châu ép về hưu do lo ngại quyền lực của ông ta, Phùng vẫn giữ quan hệ tốt với cả hai bên.
Tháng 10 năm 1911, sau khi Khởi nghĩa Vũ Xương bùng nổ, Triều đình nhà Thanh ra lệnh cho ông trấn áp khởi nghĩa ở Vũ Hán. Phùng cho quân Bắc Dương án binh bất động đến khi Viên Thế Khải được phục chức, rồi tiến quân chiếm lại Hán Khẩu và Hán Dương từ tay quân cách mạng trong trận Dương Hạ. Trong trận đánh, ông ra lệnh san bằng Hán Khẩu. Sau đó, theo lệnh Viên Thế Khải, Phùng dừng đánh Vũ Xương. Viên sau đó đàm phán với phe cách mạng, buộc Hoàng đế cuối cùng Phổ Nghi thoái vị và năm 1912 trở thành Tổng thống lâm thời Trung Hoa Dân Quốc vừa thành lập. Phùng theo Viên gia nhập chính phủ mới và được vinh danh cho những cống hiến của mình trong Cách mạng Tân Hợi dù ông từng tích cực đàn áp khởi nghĩa.

## Chính trị
Phùng rời bỏ Viên Thế Khải khi ông ta mưu khôi phục đế chế. Viên phong cho Phùng tước Công, nhưng Phùng từ chối. Sau đó Viên phái một đô đốc ám sát Phùng nhưng viên đô đốc thất bại và bị xử tử. Phùng rời đến Nam Kinh và gia nhập lực lượng phản Viên. Tên ông bị bỏ ra ngoài trong di chúc của Viên.
Phùng sau đó trở thành Phó tổng thống dưới thời Lê Nguyên Hồng. Trong khi Trương Huân chiếm Bắc Kinh, Phùng là Đại Tổng thống lâm thời, rồi Đại Tổng thống chính thức sau khi Lê từ nhiệm.
Ông tuyên thệ làm Đại Tổng thống Trung Hoa Dân Quốc ngày 1 tháng 8 năm 1917 nhưng tính hợp hiến của vị trí này bị thách thức vì Quốc dân Đại hội không được triệu tập để công nhận ông.
Ngày 14 tháng 8, Trung Hoa tham gia Thế chiến I bên phe Đồng minh sau khi những bằng chứng về sự ủng hộ của Đế quốc Đức với cuộc chính biến Trương Huân bị lộ, cũng như những nỗ lực vận động của Thủ tướng Đoàn Kỳ Thụy. Ông gửi khoảng 135.000 lính trong các tiểu đoàn công binh tới Mặt trận phía Tây, Lưỡng Hà và Đông Phi thuộc Đức. Quân đội được gửi tới Nga để hỗ trợ quân Đồng minh. Tôn Dật Tiên thành lập chính phủ đối lập ở Quảng Châu trong tháng 9 năm 1917 và cũng tuyên chiến cùng tháng đó sau khi thất bại trong việc nhận được sự ủng hộ của quốc tế. Phùng muốn giải quyết hòa bình xung đột Nam-Bắc nhưng Đoàn phản đối và từ chức. Do áp lực từ phe An Huy, ông phục vị Thủ tướng cho Đoàn. Phùng hoàn tất nhiệm kỳ 5 năm do Viên bắt đầu năm 1913 vào ngày 10 tháng 10 năm 1918 và chết ở Bắc Kinh vì bệnh.